# Röbel/Müritz

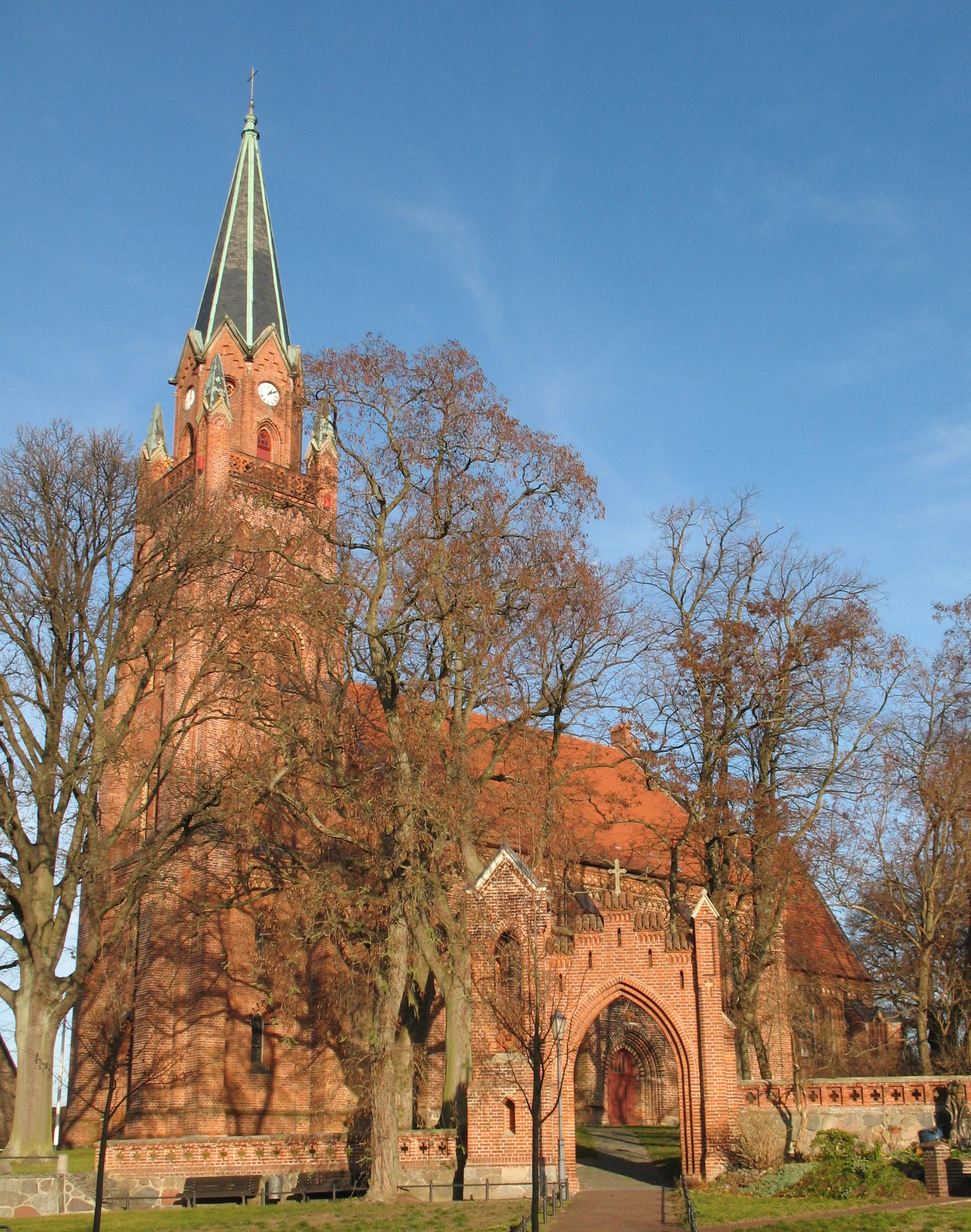
Kościół

Röbel/Müritz – miasto w północno-wschodnich Niemczech, w kraju związkowym Meklemburgia-Pomorze Przednie, w powiecie Mecklenburgische Seenplatte, siedziba Związku Gmin Röbel-Müritz.

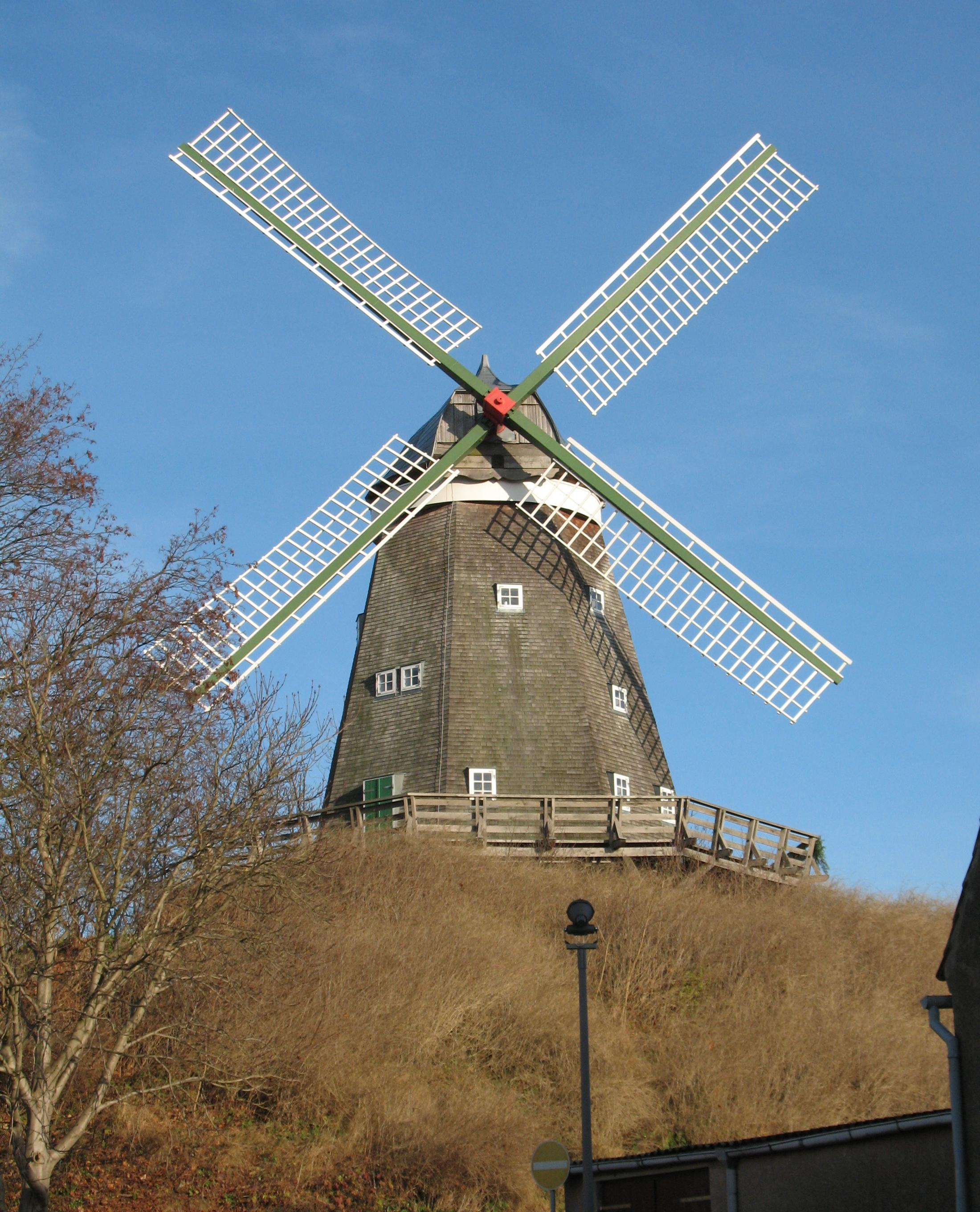
Wiatrak

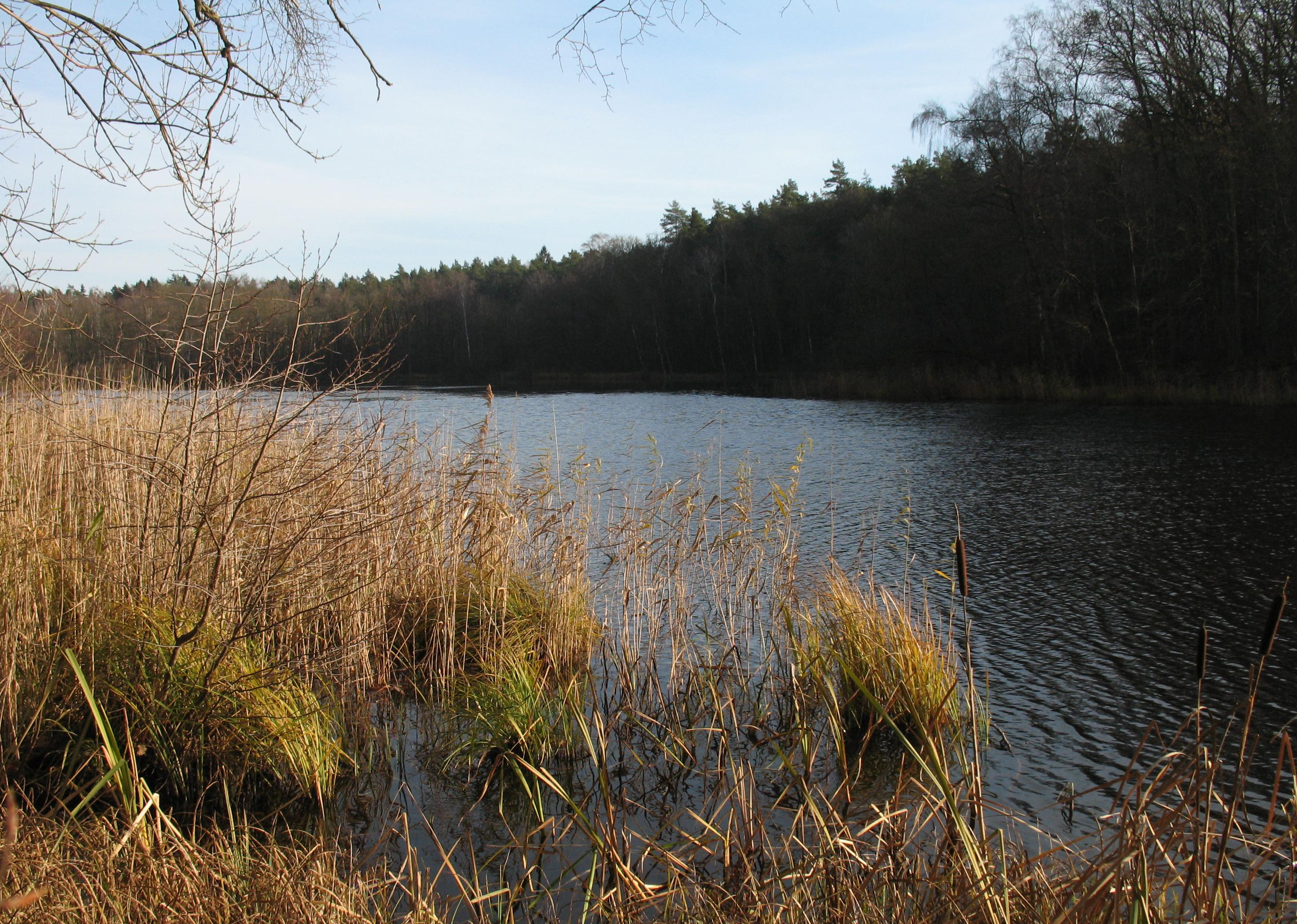
Staw w Groß Kelle

## Toponimia
Nazwa pochodzenia słowiańskiego, notowana po raz pierwszy w XIII wieku w formie Robole lub Robele. Połabskie odosobowe *Robolj/*Robol’ utworzono od imienia *Robola/*Robla.

## Współpraca
Miejscowości partnerskie:
- Löhne, Nadrenia Północna-Westfalia
- Wardenburg, Dolna Saksonia

## Osoby urodzone w Röbel/Müritz
- Grit Breuer - lekkoatletka